# Chiridius obtusifrons
Chiridius obtusifrons is een eenoogkreeftjessoort uit de familie van de Aetideidae. De wetenschappelijke naam van de soort werd in 1902 voor het eerst geldig gepubliceerd door Georg Ossian Sars.